# Нанкинская резня
Нанкинская резня (кит. трад. 南京大屠殺, упр. 南京大屠杀, пиньинь nánjīng dàtúshā) — эпизод Второй японо-китайской войны, в ходе которого в Нанкине, столице Китайской республики, японские военнослужащие совершили массовые убийства и изнасилования гражданского населения. Насилие продолжалось в течение шести недель, начавшись 13 декабря 1937 года, в день, когда японцы овладели городом. За этот период солдаты Японской императорской армии убили, по разным оценкам, от 40 000 до более 500 000 китайских гражданских лиц и разоружённых солдат, а также совершили множество изнасилований и актов мародёрства. Несколько главных виновников этих преступлений были осуждены Международным военным трибуналом для Дальнего Востока и Нанкинским трибуналом по военным преступлениям и казнены. Однако предполагаемый ключевой виновник, принц Асака, являвшийся членом японской императорской семьи, избежал суда, так как ранее получил от союзников по антигитлеровской коалиции иммунитет от преследования.
Так как большинство японских военных записей, посвящённых событиям Нанкинской резни, было засекречено и уничтожено вскоре после капитуляции Японии в 1945 году, историкам неизвестно точное количество жертв насилия. Международный военный трибунал для Дальнего Востока в 1948 году высказал оценку, согласно которой более 200 000 китайцев были убиты. Официальная позиция КНР говорит о более чем 300 000 и базируется на оценке Нанкинского трибунала по военным преступлениям 1947 года. С 1980-х годов общее количество жертв является предметом постоянных научных дискуссий.
В декабре 2007 года были представлены ранее засекреченные американские документы, включая телеграмму посла США в Германии, посланную через день после взятия города японцами, в которой он пишет, что слышал, как посол Японии в Берлине говорил о 500 000 китайцев, уничтоженных на марше от Шанхая до Нанкина. Согласно архивному исследованию, телеграмма, посланная американским дипломатом, говорит о полумиллионе китайцев в Шанхае и ещё шести провинциях.
Нанкинская резня остаётся и вопросом политической повестки, так как дискуссии вокруг неё регулярно затрагивают чувствительные темы исторического ревизионизма и японского национализма, приверженцы которых заявляют, что трагедия была преувеличена или полностью сфабрикована в целях пропаганды. Так или иначе, она остаётся камнем преткновения в отношениях Японии как с Китаем, так и с другими странами Азиатско-Тихоокеанского региона, такими, как Южная Корея и Филиппины.
Хотя правительство Японии признало убийство большого количества некомбатантов, мародёрство и другие проявления насилия в захваченном японской армией Нанкине, а японские ветераны, служившие там, подтвердили, что жестокости имели место, небольшое, но громкое меньшинство в японском истеблишменте и обществе продолжало заявлять, что нанесённый ущерб был чисто военным, а преступления не совершались. Отрицание массового убийства и ревизионистский подход к этому историческому событию стали составной частью японского национализма. В самой Японии существует разное отношение к Нанкинской резне, но лишь немногие отрицают сам факт того, что она произошла.

## Военная обстановка
В августе 1937 года японская армия вступила в Шанхай, где встретила ожесточённое сопротивление и понесла большие потери. Сражение было кровавым, так как обе стороны упорно сражались в ближнем бою в условиях городской застройки. К середине ноября японцы захватили Шанхай при помощи бомбардировки с моря. Из-за больших потерь и низкого уровня боевого духа войск генеральный штаб в Токио решил не расширять военные действия. Тем не менее, 1 декабря он же приказал Центрально-Китайскому фронту состоявшему из двух армий — Шанхайской экспедиционной армии и 10-й — захватить Нанкин, бывший в тот момент столицей Китайской республики.

### Перенос столицы
После поражения в битве за Шанхай Чан Кайши понимал, что падение Нанкина является вопросом времени. Он и его соратники сочли, что не могут позволить себе рисковать лучшими войсками в политически важном, но безнадёжном оборонительном сражении за столицу. Чтобы сохранить армию для будущих битв, большая её часть была выведена из города. Стратегией Чан Кайши стало следование рекомендациям его немецких советников по завлечению японской армии вглубь Китая и использованию затем его обширной территории в качестве основного оборонного актива. Чан планировал вести затяжную войну на истощение и измотать японцев в глубине Китая.
Оставив генерала Тан Шэнчжи ответственным за город ввиду приближавшейся битвы, сам Чан и большинство его советников направились в Ухань, где оставались вплоть до нападения на неё в 1938 году.

### План обороны Нанкина
В пресс-релизе для иностранных репортёров генерал Тан заявил, что город не капитулирует и будет сражаться насмерть. В распоряжении генерала было около 100 000 солдат, в основном необученных, часть из них принимала участие в недавней битве за Шанхай. Чтобы прекратить бегство населения из города, он, в соответствии с инструкцией, полученной от Чан Кайши, приказал солдатам охранять порт. Армия блокировала дороги, уничтожала лодки и сжигала окружающие деревни, противодействуя масштабной эвакуации.
Китайское правительство покинуло Нанкин 1 декабря, президент уехал 7-го. Судьба города была оставлена на попечение Международного комитета, возглавляемого Йоном Рабе.
План обороны довольно быстро был дискредитирован бегством со своих позиций китайских частей, ранее потерпевших поражение от японцев в Шанхае. Это не лучшим образом сказалось на боевом духе защитников города, многие из которых затем пали в сражении за него и во время японской оккупации Нанкина.

## Приближение японской армии

### Японские военные преступления, совершённые на подступах к городу

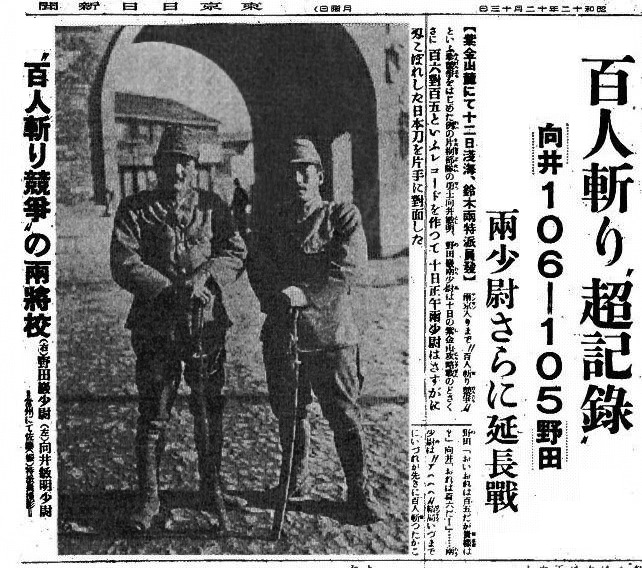
Статья «Состязание в убийстве ста человек мечом», Tokyo Nichi Nichi Shimbun. Заголовок гласит: «'Невероятный рекорд' (в соревновании по рубке 100 человек) —Мукаи 106—105 Нода—обоим вторым лейтенантам потребуются дополнительные иннинги».

Хотя временные рамки резни обычно устанавливаются в шесть недель после падения Нанкина, японская армия совершала преступления и за пределами этого периода. Многие злодеяния, как сообщалось, были совершены японской армией на марше из Шанхая в Нанкин.
Согласно японскому журналисту, прикомандированному к имперской армии в это время, «Причина того, что [10-я армия] продвигается в сторону Нанкина довольно быстро, в молчаливом понимании солдатами и офицерами того, что они по пути могут грабить и насиловать, как и кого хотят».
Романист Тацудзо Исикава в своей книге «Живые солдаты» ярко описывает жестокости, совершаемые солдатами 16-й дивизии Шанхайской экспедиционной армии на марше из Шанхая в Нанкин. Его описания базируются на серии интервью с военнослужащими, которые писатель записал в январе 1938 года в Нанкине.
Возможно, наиболее известным из зверств стало соревнование в убийстве людей между двумя японскими офицерами, статьи о котором появились в токийской Tokyo Nichi Nichi Shimbun и англоязычном Japan Advertiser. Соревнование состояло в том, что два офицера старались как можно быстрее убить сто человек, используя только мечи, и состязались друг с другом в достижении результата на скорость. Освещалось оно японской прессой как спортивное событие с ежедневными отчётами о набранных очках. Начиная с 1967 года в Японии не утихают споры о правдивости газетных сообщений об этом конкурсе.
В 2000-х историк Вакабаяси бросил вызов тем японским исследователям, которые заявляют о вымышленном характере данного события, которое, якобы, в реальности было представлено как имевшее место благодаря сговору с солдатами для повышения боевого духа нации (ямато). В 2005 году окружной суд в Токио отклонил иск от семей офицеров, устроивших «соревнование», заключив, что «лейтенанты признавали своё намерение убить 100 человек» и что история не может быть признана безусловно выдуманной. Судья также основывался на том, что оригинальные публикации были уже более, чем шестидесятилетней давности Историчность этого события в Японии остаётся дискуссионной.

### Бегство гражданского населения
С приближением японской армии к Нанкину китайское население в панике покидало город, опасаясь не только опасностей предстоящего сражения, но также и последствий применения тактики выжженной земли, которую использовали китайские войска.
Китайцы поджигали здания в северной части города, а также около нескольких городских ворот. Сжигались объекты внутри и вне городских стен, здание одного из министерств, армейские бараки, леса и прочее имущество, стоимость которого составила от 20 до 30 миллионов долларов США в ценах 1937 года.

### Создание Нанкинской зоны безопасности
В Нанкине того времени проживало много европейцев, занимавшихся торговлей и миссионерской деятельностью. При приближении японской армии большинство из них покинули город. Остались только 27 иностранцев. Пятеро из них были журналистами, которые задержались в городе на несколько дней после его падения и покинули Нанкин 16 декабря. Пятнадцать из остальных двадцати двух сформировали в западном квартале комитет, названный Международным комитетом Нанкинской зоны безопасности. Главой комитета стал немецкий бизнесмен Йон Рабе, избранный, среди прочего, потому, что он был членом НСДАП, а между Германией и Японией был заключён и действовал Антикоминтерновский пакт.
Японское правительство заранее согласилось не атаковать те части города, в которых не будут находиться китайские военные, а члены Комитета смогли убедить китайские власти убрать войска из этой зоны.
1 декабря 1937 года мэр Нанкина Ма Чаоцзюнь приказал всем оставшимся в городе китайцам собраться в «зоне безопасности». 7 декабря многие, включая представителей власти, покинули город, и Международный комитет стал де-факто управляющим органом в Нанкине.

### Назначение принца Асаки командующим

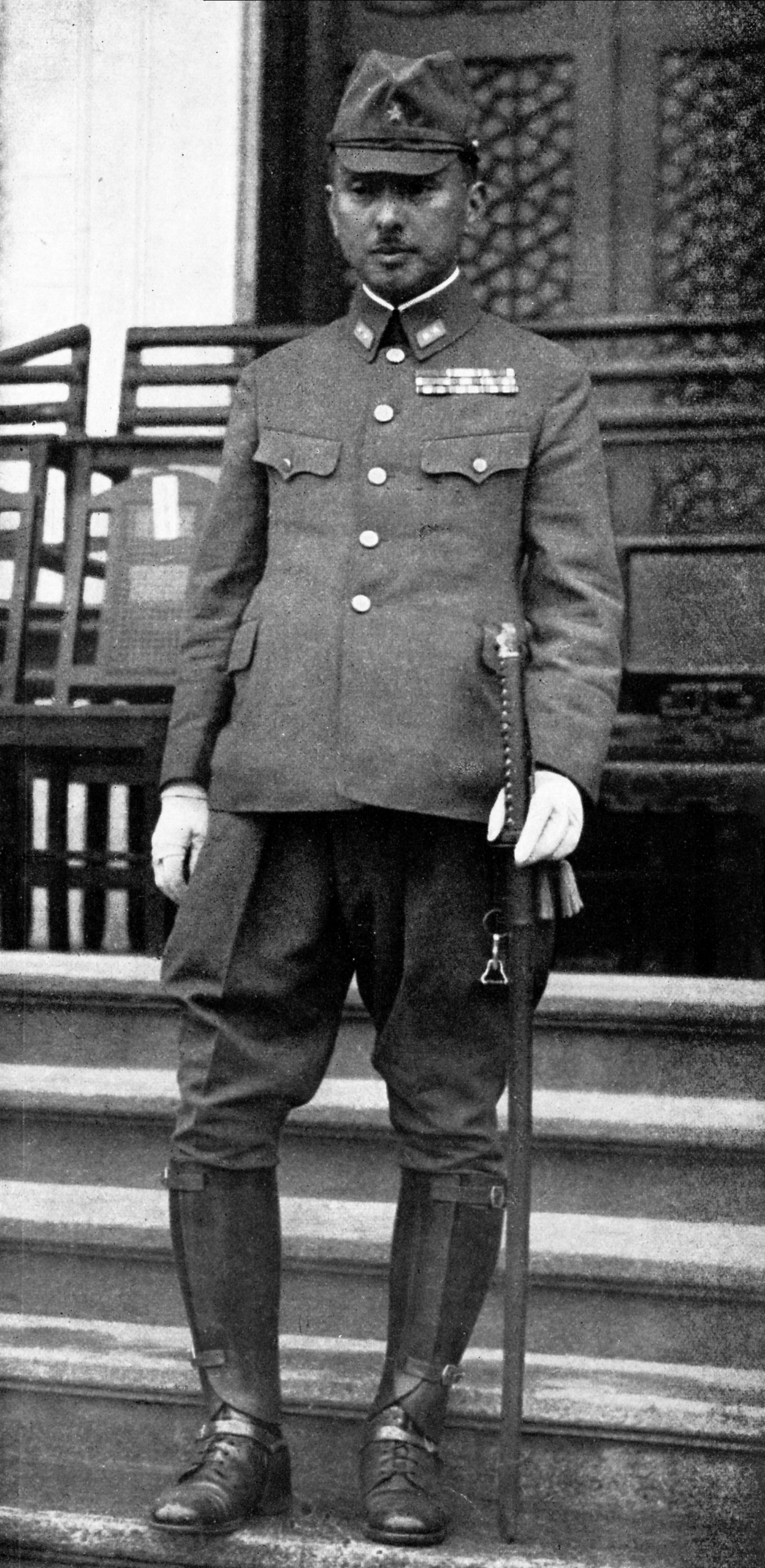
Принц Ясухико Асака в 1940

После путча молодых офицеров император Хирохито своим меморандумом отдалил принца Асаку от двора, негативно отозвавшись о его поведении. Он назначил опального принца в Нанкин для того, чтобы тот мог «сделать выводы». Считается, что Хирохито не знал о роли принца в Нанкинской резне или не пожелал признать таковую.
5 декабря Асака вылетел на самолёте из Токио и тремя днями позже прибыл на фронт. Он встретился с командирами дивизий генерал-лейтенантами Кэсаго Накадзимой и Хэйсукэ Янагавой, которые проинформировали его, что японцы практически окружили 300 000 китайских солдат в окрестностях Нанкина, а предварительные переговоры позволяют предположить, что китайцы сдадутся.
Принца Асаку обвиняют в том, что он издал приказ «убивайте всех пленных», тем самым, предоставив формальное основание для преступлений, совершённых во время битвы и после неё. Некоторые авторы согласны с тем, что принц подписал для японских солдат в Нанкине приказ «убить всех пленных». Другие же считают, что генерал-лейтенант Исаму Тё разослал такой приказ за подписью принца, но без ведома последнего. Однако даже если это было инициативой снизу, принц оставался командующим, то есть ответственным за действия вверенных ему войск, и не сделал ничего, чтобы остановить бойню. Когда же генерал Иванэ Мацуи прибыл через четыре дня после её начала, одного строгого приказа оказалось достаточно, чтобы прекратить резню.
Хотя доля ответственности принца Асаки в резне остаётся предметом споров, главная санкция, сделавшая это массовое убийство и другие военные преступления Японии в Китае возможным, была дана императором Хирохито, который 5 августа 1937 года одобрил предложение представителей японской армии не применять при обращении с китайскими пленными ограничений, налагаемых международным правом.

## Битва за Нанкин

### Осада города
Японские войска продолжали продвигаться вперёд, прорвав последние рубежи обороны китайцев. 9 декабря они оказались под стенами Нанкина.

### Ультиматум о капитуляции
В полдень 9 декабря японские военные разбросали над городом листовки, требуя его сдачи в течение 24 часов и грозя уничтожением в случае отказа
Тем временем члены Комитета связались с генералом Таном и предложили ему план трёхдневного прекращения огня, во время которого китайские силы могли бы отойти, не вступая в бой, а японские оставались бы на своих прежних позициях.
Генерал Тан согласился, при условии, что Комитет смог бы получить согласие на это Чан Кайши, который уже убыл в Ханькоу и перенёс туда свою штаб-квартиру.
Йон Рабе 9 декабря поднялся на борт американского военного судна USS Panay и отправил телеграммы Чан Кайши и американскому посланнику в Ханькоу, а также японским военным властям в Шанхае. На следующий день его проинформировали, что Чан, ранее заявлявший, что Нанкин нужно оборонять «до последнего человека», отклонил предложение.

### Штурм города и овладение Нанкином

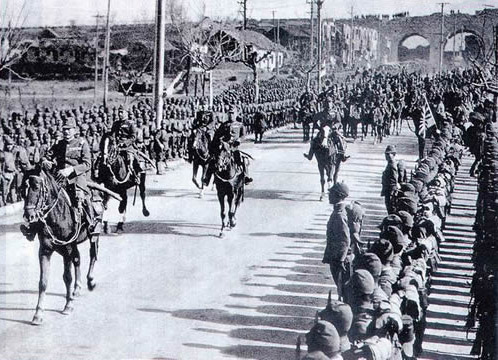
Иванэ Мацуи въезжает в Нанкин

Японцы ожидали ответа на свой ультиматум, но ответа от китайской стороны до последнего срока, то есть до 10 декабря, не последовало. Генерал Иванэ Мацуи ждал ещё час, а затем приказал взять город штурмом. Японская армия атаковала с нескольких направлений одновременно. 16-я дивизия Шанхайской экспедиционной армии устремилась к трём восточным воротам, 6-я дивизия 10-й Армии напала на западную стену, а 9-я дивизия ШЭА начала наступать на участке между ними.
12 декабря, подвергаясь тяжёлому артобстрелу и бомбардировке с воздуха, генерал Тан приказал своим подчинённым отступать. Однако вместо организованного отхода начался хаос. Некоторые китайские солдаты переодевались в гражданскую одежду, а многие другие были застрелены китайскими же силами охраны порядка при попытках покинуть город.
13 декабря 6-я и 116-я дивизии японской армии первыми вошли в Нанкин, встречая лишь незначительное сопротивление его защитников. 9-я и 16-я дивизии в то же самое время проникли в город через разные ворота. Около полудня того же дня два небольших отряда японских кораблей пристали к обоим берегам реки Янцзы.

### Преследование и операции по зачистке города
Японские войска преследовали отступающие китайские части, особенно к северу и к востоку от городских стен. Хотя большинство источников говорит о том, что последняя фаза сражения была односторонним избиением деморализованного и бегущего противника, некоторые японские историки считают, что оставшиеся китайские части всё ещё представляли опасность для японцев. Принц Асака, давая интервью военному корреспонденту, заявил позже, что попал в очень опасное положение, когда его штаб попал в засаду, устроенную отступавшими к востоку от города китайцами. А с другой стороны от города японцы в это время встретили около 20 000 китайских солдат, пытавшихся выбраться из района Сягуань.
Японская армия проводила зачистки внутри и вне Нанкинской зоны безопасности. Так как часть города вне этой зоны была практически полностью эвакуирована, японцы сосредоточили свои усилия на ней. Нанкинская зона безопасности площадью 3,85 км² была переполнена, вобрав в себя почти всё оставшееся в городе население. Японское командование разделило эту зону на сектора ответственности различных частей, чтобы выявить внутри неё сменивших форму на гражданское платье китайских солдат.

## Массовые убийства
Свидетели, европейцы и китайцы, оказавшиеся в Нанкине после его падения, сообщали о том, что на протяжении следующих шести недель японцы совершали изнасилования, убийства, акты мародёрства, поджоги и другие преступления. Некоторые из этих свидетельств, такие, как дневники Йона Рабе и американки Минни Вотрин, исходят от иностранцев, которые старались спасти китайское гражданское население. Другие представляют собой показания выживших в резне китайцев, журналистов (западных и японских), а также полевые записи военных. Американский миссионер Джон Маги снял 16-миллиметровый фильм и сделал фотографии Нанкинской резни.
22 ноября группа из 15 иностранцев во главе с Рабе сформировала Международный комитет и установила Нанкинскую зону безопасности, чтобы защитить оставшееся гражданское население города, насчитывавшее от 200 000 до 250 000 человек. Рабе и американский миссионер Льюис Смайт, секретарь Комитета и профессор социологии в Нанкинском университете, записали действия японских войск и направили жалобы в посольство Японии.

### Состязание в убийстве
В 1937 году аффилированные японские газеты Osaka Mainichi Shimbun и Tokyo Nichi Nichi Shimbun, освещали «конкурс» между двумя японскими офицерами, Тосиаки Мукаи и Цуёси Нодой из 16-й дивизии. Это происходило в период до взятия Нанкина и офицеры описывались как желавшие выяснить, кто из них первым зарубит 100 человек мечом. По пути из Цзюйжуна в Таншань (оба города расположены в Цзянсу), Мукаи убил 89 человек, в то время, как Нода — 78. Так как никто не убил сотни, соревнование продолжалось. Когда они прибыли к горе Цзыцзинь, Мукаи уже убил 106, а Нода — 105 человек. Оба офицера убили своих сотых жертв в разгар сражения, что не позволяло установить, кто из них справился первым. Тем не менее, журналисты Асами Кадзуо и Судзуки Дзиро 13 декабря сообщили в Tokyo Nichi-Nichi Shimbun о том, что офицеры решили начать новое соревнование, посвящённое убийству уже 150 человек.
После капитуляции Японии оба офицера были арестованы, осуждены, названы «врагами цивилизованных людей» и расстреляны в Нанкине.

### Изнасилования

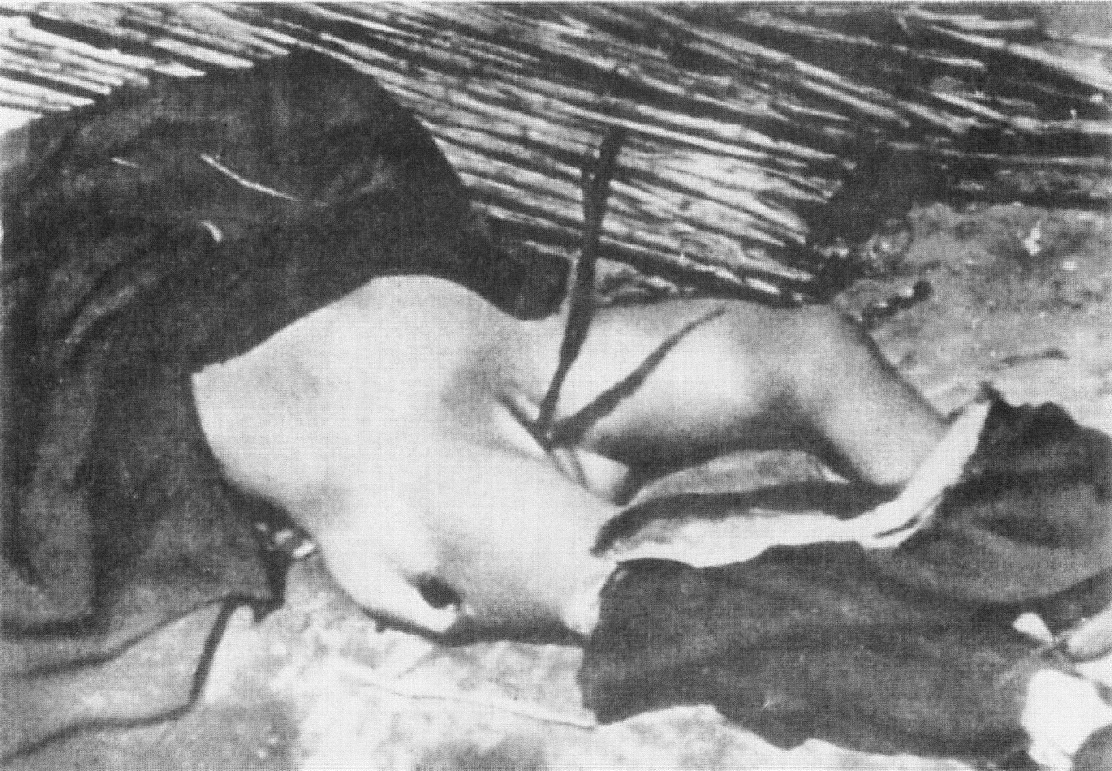
Фотография, сделанная в Сюйчжоу, тело женщины, с которой поступили так же, как с девушкой-подростком из случая № 5 в документальном фильме, снятом миссионером Джоном Маги

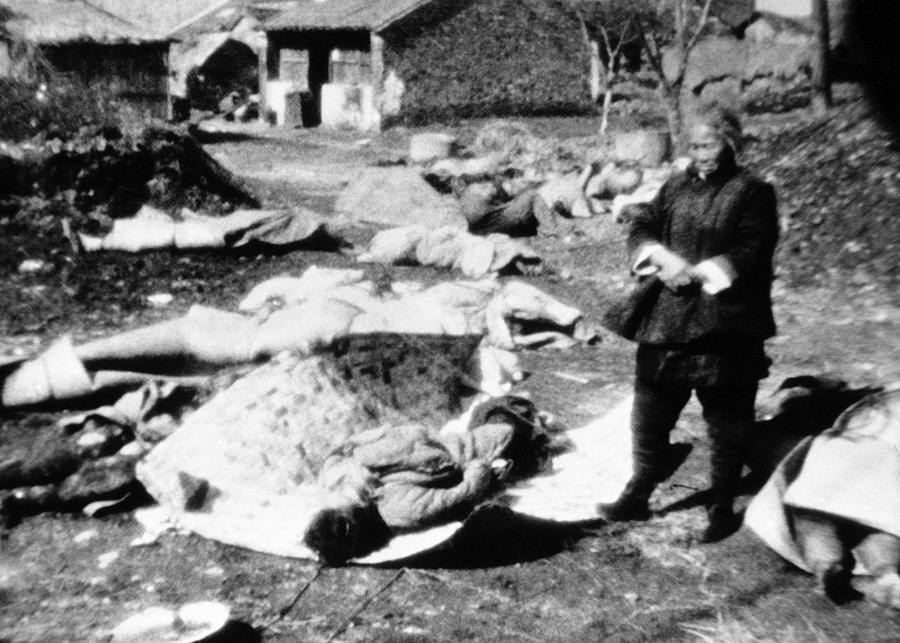
Случай № 5 из фильма миссионера: 13 декабря 1937 года около 30 японских солдат убили 9 из 11 китайцев в доме номер 5 в Синьлункоу. Женщина и её две дочери-подростка были изнасилованы, причём японцы засунули ей во влагалище бутылку и трость. Восьмилетняя девочка получила колотое ранение, но они с сестрой выжили. Через две недели после убийств их обнаружила пожилая женщина (видна на фото). Также на фотографии видны тела погибших

Международный военный трибунал для Дальнего Востока оценил количество изнасилованных в 20 000, не считая детей и старых женщин. Перед совершением значительной части из них солдаты искали женщин в домах местного населения. Женщин часто похищали и затем подвергали групповым изнасилованиям. Часто сразу после изнасилования женщин убивали, нередко путём изощрённых издевательств или через засовывание в половые органы штыков, бутылок, бамбуковых палок и других предметов. Для детей исключения не делалось, преступники вспарывали их, чтобы совершить насилие.
19 декабря 1937 года священник Джеймс Маккаллум записал в своём дневнике:
Я не знаю, где остановиться. Никогда я не слышал и не читал о такой жестокости. Изнасилование! Изнасилование! Изнасилование! Мы насчитали как минимум 1000 случаев за ночь и много днём. В случае сопротивления и даже намёка на неодобрение они наносят штыковое ранение или посылают пулю. … Люди в истерике … Женщин уносят каждое утро, день и вечер. Кажется, всей японской армии разрешено творить всё, что угодно, чего бы они ни захотели
7 марта 1938 года Роберт Уилсон, хирург в управляемом американцами Университетском госпитале в зоне безопасности, написал в письме своей семье: «По консервативным оценкам, хладнокровно убито 100 000 человек, включая тысячи солдат, сложивших оружие».
Ниже приведены две выдержки из его писем семье от 15 и 18 декабря 1937 года:
Резня гражданских ужасает. Я бы мог заполнить целые страницы описаниями изнасилований и жестокостей, в которые почти невозможно поверить. От семи уличных уборщиков, сидевших в своей конторе, когда на них без причины напали японские солдаты, остались только два исколотых штыками, которым удалось добраться до госпиталя, а пятеро их товарищей были убиты на месте
Позвольте мне восстановить в памяти несколько случаев, произошедших за последние два дня. Прошлой ночью в дом китайского сотрудника госпиталя вломились, и две женщины, его родственницы, были изнасилованы. Две шестнадцатилетние девушки были до смерти изнасилованы в одном из лагерей беженцев. В среднюю школу при Университете, где находится 8000 человек, япошки приходили 10 раз за последнюю ночь, перебираясь через стену, воруя еду, одежду и насилуя, пока не почувствовали удовлетворения. Они кололи штыками мальчика восьми лет, нанеся ему пять ранений, в том числе одно, затрагивающее желудок, часть сальника находилась вне брюшной полости. Думаю, он будет жить.
В дневнике Йона Рабе, который он вёл во время битвы за город и его оккупации японской армией, описаны многочисленные случаи жестокости японцев. Запись от 17 декабря:
Двое японских солдат перебрались через стену и собирались вломиться в мой дом. Когда я показался, они сказали, что, якобы, видели, как стену перелезают двое китайских солдат. Когда я показал им партийный значок, они скрылись тем же способом. В одном из домов на узкой улице за стеной моего сада женщина была изнасилована, а затем ранена в шею штыком. Мне удалось вызвать скорую помощь, и мы отправили её в госпиталь… Говорят, что прошлой ночью около 1000 женщин и девушек были изнасилованы, около ста девочек в одном только колледже Цзиньлин… Не слышно ничего, кроме изнасилований. Если мужья или братья вступаются, их пристреливают. Все, что ты видишь и слышишь — это жестокость и зверства японских солдат.
Существуют также свидетельства того, что японцы заставляли семьи совершать инцест. Сыновей принуждали насиловать матерей, а отцов — дочерей. Одна из беременных женщин была изнасилована группой японских солдат и родила всего через несколько часов после этого; ребёнок выглядел физически невредимым (Robert B. Edgerton, Warriors of the Rising Sun). Монахов, принявших целибат, также заставляли насиловать женщин.

### Убийства гражданских лиц

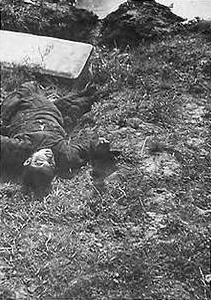
Мальчик, убитый японским солдатом ударом приклада за то, что не снял перед японцем шляпу

После занятия Нанкина японской армией совершённые её солдатами массовые убийства стоили жизни 60 000 жителей города, однако точное количество жертв привести затруднительно, так как многие тела были сожжены, выброшены в реку Янцзы или закопаны в братских могилах. Японские ультра-националисты оспаривают такие цифры потерь, некоторые из них даже утверждают, что всего было убито несколько сотен гражданских. Б. Кэмпбелл (англ. B. Campbell) в статье в журнале Sociological Theory описал Нанкинскую резню как геноцид, указывая, что уничтожение населения продолжалось в течение долгого времени после очевидной и уверенной победы японцев в сражении за город. 13 декабря 1937, Йон Рабе записал в своём дневнике:
Только проехав по городу, мы смогли оценить масштаб ущерба. Каждые 100—200 метров лежало мёртвое тело. Трупы гражданских, которые я осмотрел, имели огнестрельные ранения в спину. Эти люди были застрелены сзади, когда пытались убежать. Японцы ходили по городу группами по 10—20 человек и грабили магазины… Я собственными глазами видел, как они грабят кафе нашего немецкого пекаря герра Кисслинга. Гостиница Хемпеля тоже была взломана, как и почти все магазины по улицам Чуншан и Тайпин.
10 февраля 1938 года секретарь посольства Германии Розен написал в министерство иностранных дел о фильме, снятом преподобным Джоном Маги, рекомендуя приобрести его. Выдержки из его письма, хранившегося в Политическом Архиве в Берлине:
Во время основанного на терроре японского владычества в Нанкине — которое, в значительной степени, продолжается и сейчас — преподобный Джон Маги, миссионер Американской епископальной церкви, который находится здесь уже почти четверть века, снял фильм, содержащий красноречивые свидетельства зверств японцев… Следует просмотреть её и определить, пытались ли высшие чины предотвратить акты насилия, которые продолжаются и сегодня.
13 декабря около 30 японских солдат пришли к китайскому домовладению по адресу Синлюгу #5 в юго-восточной части Нанкина и потребовали впустить их. Дверь открыл домовладелец, магометанин по имени Ha. Они застрелили его из револьвера, а затем и Г-жу Ha, которая после убийства Ha на коленях просила их больше никого не убивать. Г-жа Ha спросила их, за что они убили её мужа, и была также убита. Г-жа Ся была вытащена из-под стола в комнате для гостей, где она пыталась спрятаться вместе со своим годовалым ребёнком. Она была раздета и изнасилована одним или более из мужчин, а затем заколота штыком в грудь, а в её влагалище засунули бутылку. Ребёнок был убит штыком. Некоторые солдаты затем перешли в следующую комнату, где [находились] родители г-жи Ся, их возраст — 76 и 74 года, и две её дочери 16 и 14 лет. Они собирались изнасиловать девочек, когда бабушка попыталась защитить их. Солдаты застрелили её из револьвера. Дедушка обхватил её тело и был убит. Девочки были изнасилованы, старшая — 2—3, а младшая — 3 мужчинами. Старшая девочка затем была зарезана, а в её влагалище засунули трость. Младшая также была заколота, но избежала ужасной участи своей сестры и матери. Затем солдаты закололи штыком другую сестру в возрасте 7—8 лет, которая также находилась в комнате. Последними в доме убили двух детей Ha, 4 и 2 лет от роду. Старший был заколот, а голова младшего разрублена мечом.

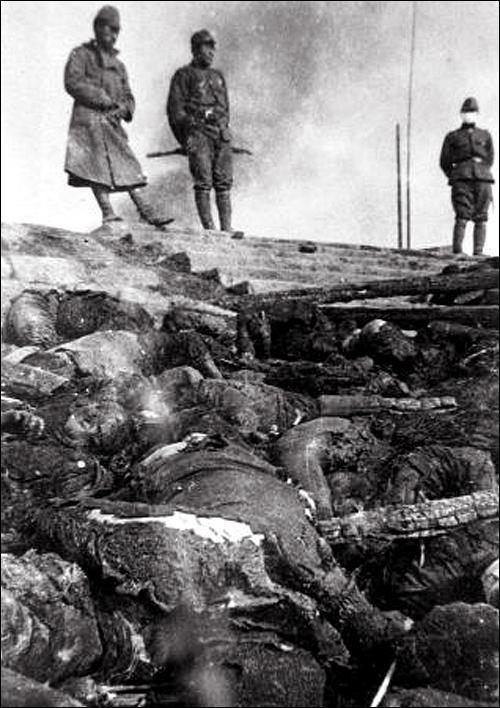
Тела китайцев, убитых японскими войсками у реки в Нанкине

На беременных женщин охотились специально, их животы прокалывали штыками, часто после изнасилования. Тан Цзюньшань, выживший свидетель массовых убийств, совершавшихся одной из японских армий, свидетельствует:
Седьмой и последней в первом ряду была беременная женщина. Солдат решил, что может изнасиловать её перед убийством и, отделив от группы, оттащил примерно на десять метров в сторону. Когда он попытался совершить изнасилование, женщина оказала отчаянное сопротивление… Солдат резко ударил её в живот штыком. Она издала последний стон, когда её кишечник вывалился наружу. Затем солдат зарезал плод, было отчётливо видно его пуповину, и отбросил его в сторону.
По словам ветерана флота Сё Митани, «Армия использовала сигнал трубы, который означал „Убивайте всех убегающих китайцев“». Тысячи людей были отведены к яме и убиты в месте, которое стало известно как «Ров десяти тысяч трупов», траншее длиной около 300 и шириной 5 м. Так как записи не велись, количество закопанных там оценивается в 4000—20 000. Однако большинство историков считает, что их было более 12 000.
Народ хуэй, китайское преимущественно мусульманское меньшинство, также пострадал в резне, после которой одна мечеть была разрушена, а другие «заполнены трупами». Волонтёры и имамы похоронили по мусульманскому обряду более 100 своих соплеменников.

### Внесудебные казни китайских военнопленных
6 августа 1937 года император Хирохито лично одобрил предложение армии устранить препятствия, ограничивающие свободу действий в отношении китайских военнопленных рамками международного права. Директива также рекомендовала штабным офицерам прекратить использование самого термина «военнопленные».

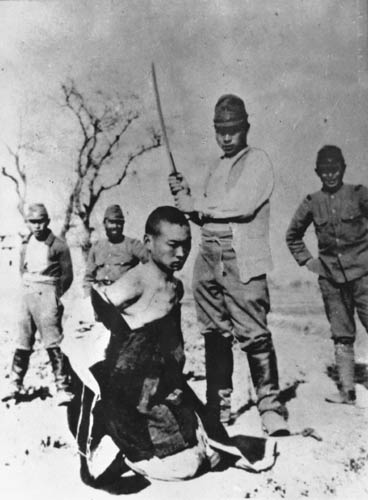
Китайский военнопленный перед обезглавливанием, которое готовится произвести японский офицер во время Нанкинской резни

Сразу после падения города японцы начали розыск китайских солдат, в ходе которого задержали тысячи молодых людей. Многих из них загнали в реку Янцзы, где расстреляли из пулемётов. 18 декабря произошло, возможно, самое массовое убийство военнопленных на берегу Янцзы, ставшее известным как Straw String Gorge Massacre. Большую часть утра японские солдаты связывали руки пленных вместе; в сумерках они разделили китайцев на четыре колонны и открыли по ним огонь. Не имея возможности скрыться, пленные кричали и бились в отчаянии. Понадобилось около часа, чтобы звуки убийства закончились и затем японцы ещё добивали выживших штыками. Большинство было сброшены в реку. Считается, что в этой бойне погибло 57 500 китайцев.
Японцы согнали 1300 китайцев — солдат и гражданских — к Тайпинским воротам и убили их там. Жертв сначала подорвали при помощи мин, а затем облили горючим и сожгли. Тех, кто после этого выжил, закололи штыками. Американские корреспонденты Фрэнк Тиллман Дердин и Арчибальд Стил сообщили, что видели гору трупов высотой в шесть футов у городских ворот Yijiang. Дурдин, работавший на The New York Times, проехал по Нанкину перед тем, как покинуть город. Он слышал постоянную пулемётную стрельбу и стал свидетелем расстрела японцами 200 китайцев в течение десяти минут. Через два дня в своём репортаже для The New York Times журналист сообщил, что улицы были завалены трупами, включая женские и детские.
Согласно свидетельству миссионера Ральфа Л. Филлипса, представленного американскому комитету, проводившему расследование (U.S. State Assembly Investigating Committee), его «заставили смотреть, как япошки выпотрошили китайского солдата», а также «зажарили и съели его сердце и печень».

### Грабежи и поджоги
Треть города была уничтожена в результате пожаров, вызванных поджогами. Сообщалось, что японские войска забрасывали факелами как свежевыстроенные правительственные здания, так и жилые дома. Серьёзно разрушены были и территории за пределами городских стен. Солдаты грабили и богатых и бедных. Отсутствие сопротивления китайцев означало, что они могли брать всё, что хотят, что вылилось в широкомасштабное мародёрство и грабежи.
17 декабря председатель Йон Рабе направил жалобу в адрес Киёси Фукуи, второго секретаря японского посольства. Выдержка из неё:
Другими словами, 13-го числа, когда ваши силы вошли в город, мы собрали почти всё население в Зоне, очень мало повреждённой огнём артиллерии и без всякого ущерба от мародёрства китайских солдат даже при падении города … Все 27 уроженцев Запада и наше китайское население на тот момент были поражены масштабом грабежей, изнасилований и убийств, инициированных вашими солдатами 14-го. Всё, о чём мы просим в нашем протесте, это восстановление порядка в ваших частях и возвращение города к нормальной жизни как можно скорее. В этом деле мы готовы сотрудничать с вами и помогать всем, чем только сможем. Но даже прошлым вечером между 8 и 9 часами, когда восемь европейцев из нашего комитета прошли по Зоне, мы не обнаружили ни одного японского патруля ни в её пределах, ни на входах в неё!. 

### Нанкинская зона безопасности и роль иностранцев
Немногие европейцы, оставшиеся в Нанкине, старались спасти китайское население. Был организован международный комитет, во главе которого стал Йон Рабе. Комитет организовал Нанкинскую зону безопасности, в которой укрылось около 200 тыс. человек.
Японские части до некоторой степени уважали статус зоны; до начала оккупации в ней разорвались всего несколько случайных снарядов. В хаосе штурма города в зоне безопасности также происходили убийства, но масштаб насилия в других частях Нанкина был не в пример более значительным.
Японские солдаты совершали в пределах зоны акции, бывшие частью более крупных массовых убийств. Международный комитет апеллировал к японской армии, причём Рабе использовал для этого свой статус члена нацистской партии, но безрезультатно. Рабе писал, что время от времени японцы проникали в зону по своему желанию, вывели оттуда несколько сотен мужчин и женщин и или убивали их всех вместе, или насиловали и убивали потом.
К 5 февраля 1938 Комитет представил японскому посольству все 450 случаев убийств, изнасилований и других нарушений порядка японскими солдатами, о которых было сообщено, когда американские, британские и немецкие дипломаты вернулись в свои посольства.
«Случай 5 — ночью 14 декабря было много случаев, когда японские солдаты входили в дома и насиловали женщин, либо уводили их с собой. Это вызвало панику среди населения и сотни женщин укрылись вчера в кампусе колледжа Ginling College».
«Случай 10 — ночью 15 декабря группа японских солдат ворвалась в здания Университета Нанкина в Tao Yuen и изнасиловала там 30 женщин, некоторых из них насиловали по шесть мужчин».
«Случай 13 — 18 декабря, 4 часа дня, в доме No. 18 в I Ho Lu, японские солдаты хотели отобрать у мужчины портсигар, а когда он заколебался, один из них ударил его штыком в голову. Мужчина сейчас в Университетском госпитале и мы предполагаем, что он не выживет»
«Случай 14 — 16 декабря, семь девушек (возраст от 16 до 21) были похищены из Военного колледжа. Вернулись пять. Каждую из них ежедневно насиловали по 6—7 раз — сообщено 18 декабря».
«Случай 15 — Около 540 беженцев собрались по адресу #83 и 85 по Кантонской Дороге … Более 30 женщин и девочек изнасилованы. Женщины и дети плачут всю ночь. Положение в компаунде хуже, чем мы можем описать. Пожалуйста, окажите нам помощь».
«Случай 16 — Китайская девочка по имени Ло, жившая вместе с матерью и братом в одном из центров для беженцев внутри Зоны безопасности застрелена японским солдатом в голову. Ей было 14. Инцидент произошёл около Kulin Ssu, известного храма на границе зоны для беженцев…»
«Случай 19 — 30 января, около 5 часов вечера. Мистер Сон (из Нанкинской теологической семинарии) был окружён несколькими сотнями женщин, которые просили его не заставлять их возвращаться в свои дома 4 февраля. Они говорили, что могут быть изнасилованы или убиты в этом случае… Одна 62-летняя женщина пошла к себе домой в районе Hansimen и японские солдаты явились ночью, чтобы изнасиловать её. Она сказала, что слишком стара. Тогда солдаты засунули в неё палку. Но она выжила и вернулась».
Считается, что Рабе спас от 200 000 до 250 000 китайцев
.

### Причины
Джонатан Спенс пишет, что «однозначного объяснения этому трагическому событию найти не удаётся. Японские солдаты, ожидавшие лёгкой победы, вместо этого месяцами сражались и понесли куда более серьёзные потери, чем предполагали. Они были утомлены, озлоблены, испытывали фрустрацию и усталость. Китайских женщин некому было защитить, мужчины или отсутствовали, или были бессильны. У войны, до сих пор не объявленной, не было ясных и измеримых целей. Возможно, они считали всех китайцев независимо от пола и возраста подходящими на роль жертвы».

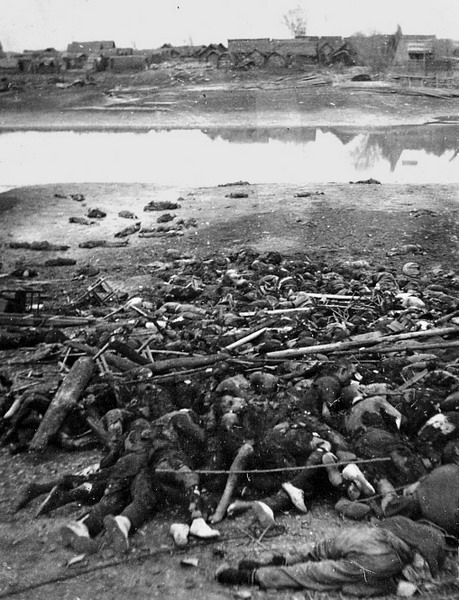
Фотография из нанкинского альбома Канэо Ито из военно-воздушного подразделения японского флота
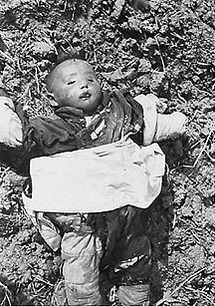
Мёртвый ребёнок. Фотография, вероятно, была сделана Бернардом Синдбергом[англ.]
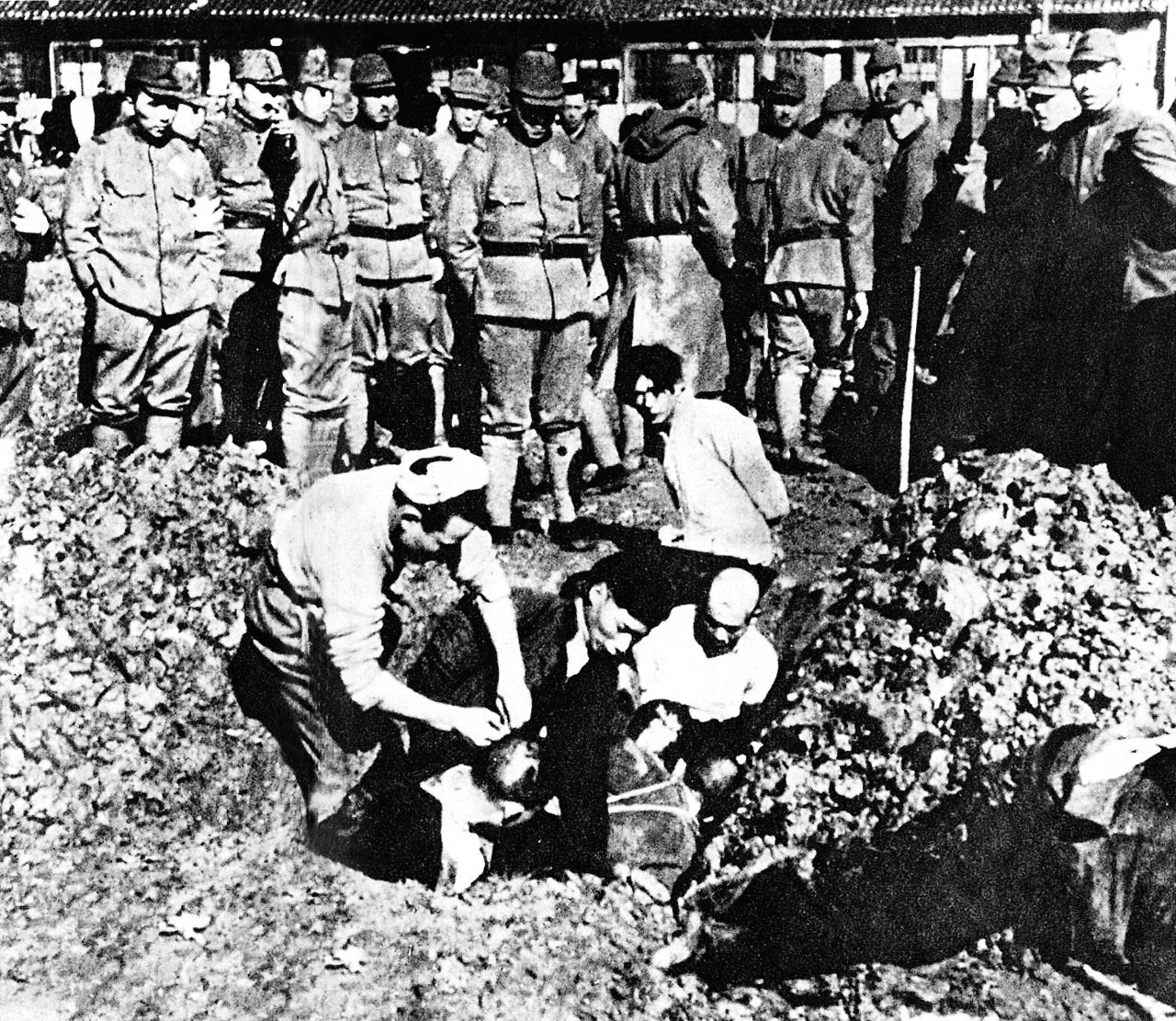
Захваченных в плен китайцев закапывают в землю живьём
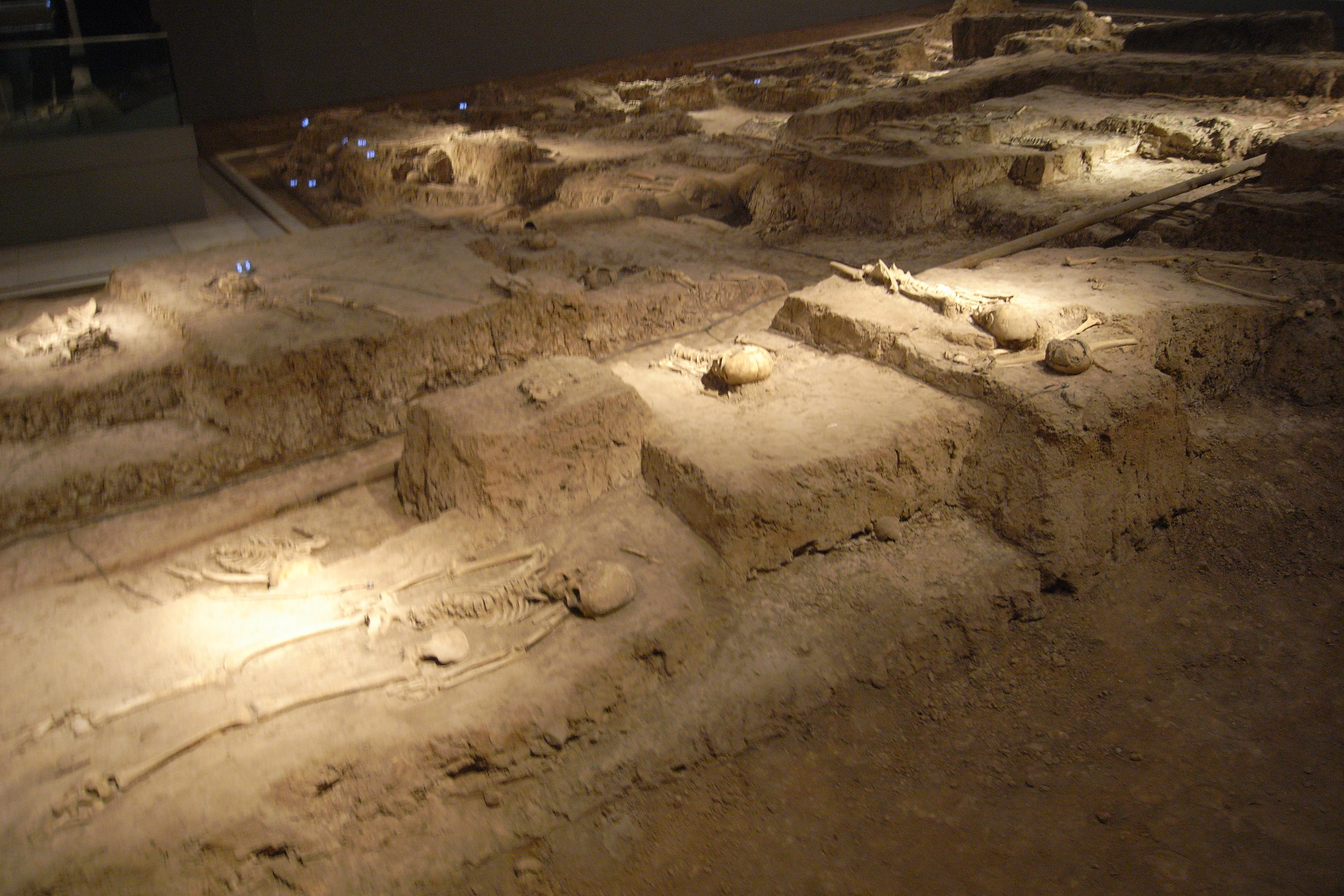
Скелеты жертв Нанкинской резни.

## Реакция Мацуи на массовые убийства
18 декабря 1937 года генерал Иванэ Мацуи начал понимать масштабы изнасилований, убийств и мародёрства в городе. Он становился всё более встревоженным из-за происходящего. Сообщалось, что генерал сказал одному из своих гражданских помощников: «Теперь я осознаю, что мы, сами того не желая, привели к самому печальному эффекту. Когда я думаю о чувствах многих моих китайских друзей, которые покинули Нанкин и о будущем двух стран, я могу испытывать только депрессию. Я очень одинок и не могу даже радоваться этой победе». Он позволил оттенку сожаления просочиться в свою речь для прессы: «Лично я испытываю сожаление из-за страданий людей, но армия должна продолжать, пока Китай не раскается. Сейчас зима и время года даёт нам время для рефлексии. Я выражаю своё искреннее и глубокое сочувствие миллионам невинных людей». В день Нового года Мацуи всё ещё был подавлен из-за поведения японских солдат в Нанкине. Вот выдержка из тоста, который он предложил японскому дипломату: «Мои люди сделали что-то очень неправильное и достойное сожаления».

## Прекращение насилия
В конце января 1938 года японская армия заставила всех беженцев из Нанкинской зоны безопасности вернуться в свои дома, тут же заявив, что «порядок восстановлен».
После начала работы коллаборационистского правительства в 1938 году, порядок действительно вернулся в Нанкин и количество зверств со стороны японских солдат серьёзно уменьшилось.
18 февраля 1938 года Международный комитет был принудительно переименован в «Нанкинский международный комитет спасения» (англ. Nanking International Rescue Committee) и Зона безопасности фактически прекратила функционировать. Последний лагерь беженцев закрылся в мае того же года.

## Отзыв Мацуи и принца Асака
В феврале 1938 принц Асака и генерал Мацуи были отозваны в Японию. Мацуи вышел в отставку, но Асака оставался членом Высшего военного совета до августа 1945 года. В августе 1939 года он получил звание генерала, хотя больше никогда не командовал войсками.

## Количество погибших
Оценки количества жертв Нанкинской резни разнятся в зависимости от того, какой территорией и каким промежутком времени предлагается ограничивать географические и временные рамки данного события.
Степень насилия является предметом дискуссии, с цифрами, варьирующимися от нескольких сотен человек у некоторых японских исследователей до китайских заявлений о 300 000 погибших некомбатантов. Историк Токуси Касахара считает, что жертв было «более 100 000 и ближе к 200 000, или, возможно больше», ссылаясь на свою собственную книгу. Эта оценка включает территорию за пределами Нанкина, определённую самим автором. Хироси Ёсида в своей книге пишет о «более чем 200 000». Томио Хора — о 50 000—100 000 погибших..
Историки, придерживающиеся мейнстримных позиций говорят о числе убитых от 40 000 до более чем 300 000. Согласно выводам Международного военного трибунала для Дальнего Востока, оценка количества убитых в Нанкине и его окрестностях составляет около 200 тысяч человек. Эта оценка базируется на данных похоронных и прочих организаций, давших показания о 155 тысячах захороненных тел. Она не включает утопленных, сожжённых и тех, кто был закопан в общие могилы.
Согласно вердикту Нанкинского трибунала по военным преступлениям от 10 марта 1947 года, речь идёт о «более чем 190 тысячах убитых гражданских и расстрелянных из пулемётов китайских солдатах, чьи тела были сожжены с целью уничтожения улик. Кроме того учтены более 150 тысяч жертв варварских актов, похороненных благотворительными организациями. В общей сложности выходит более 300 тысяч жертв». Однако, эта оценка учитывает обвинение японской армии в убийстве 57 418 китайских военнопленных в Муфушане, а последние исследования говорят о том, что там нашли свою смерть от 4000 до 20 000, а также включает 112 266 тел, похороненных организацией Chongshantang, чьи данные современные историки склонны считать преувеличенными, если не вовсе вымышленными. Боб Вакабаяси делает из этого вывод, что оценка в 200 000 недостоверна. Икухико Хата считает цифру в 300 000 «символической» и призванной описать страдания китайцев в годы войны, а не являющейся результатом реальных подсчётов.
Некоторые исследователи полагают, что было убито от 40 000 до 60 000 человек, что совпадает с данными из трёх источников — официального журнала Красной Армии тех лет, записей членов Международного комитета и письмом Йона Рабе. Йон Рабе, председатель Международного комитета Нанкинской зоны безопасности, действительно, писал о 50-60 тысячах погибших. Однако Эрвин Викерт (Erwin Wickert), издатель Дневников Йона Рабе, указывает, что «вероятно, оценка Рабе занижена, так как он не имел возможности знать обстановку во всей зоне муниципалитета во время наибольшего размаха убийств, более того, многие китайские части отводились японцами к Янцзы и уничтожались за городом. Но никто при этом не занимался подсчётами количества убитых».
Цифра в 300 000 была впервые озвучена в 1938 году Гарольдом Тимперсли, журналистом, основывавшим свои данные на прямых свидетельствах жертв резни. Другие источники, включая Айрис Чан, автора книги Изнасилование Нанкина, также заключают, что общее количество жертв достигало 300 000. В декабре 2007 года были опубликованы ранее засекреченные американские документы, включая телеграмму посла США в Германии, посланную через день после взятия города японцами, в которой он пишет, что слышал, как посол Японии в Берлине говорил о 500 000 китайцев, уничтоженных на марше от Шанхая до Нанкина. Согласно архивному исследованию, телеграмма, посланная американским дипломатом, говорит о полумиллионе китайцев в Шанхае и ещё шести провинциях.
В 2010 году Совместный японо-китайский комитет исторических исследований (англ. Japan-China Joint History Research Committee) организовал встречу, на которой японские исследователи назвали максимальное число в 200 000 жертв с другими оценками в 40 и 20 тысяч. Китайские же придерживались цифры в 300 000.

### География и продолжительность Нанкинской резни
Наиболее консервативная точка зрения ограничивает область резни несколькими км2 части города, известной как Зона безопасности, где гражданское население оказалось сосредоточенным после вторжения. Многие японские историки указывают на тот факт, что во время японской оккупации в Нанкине находились 200 000—250 000 человек, первоисточником являются записи Йона Рабе. Таким образом, они считают, что оценка потерь в 300 000 содержит крупное преувеличение.
Однако многие историки включают в свои расчёты много более обширную территорию вокруг города. Это, например, район Сягуань (северные предместья Нанкина площадью около 31 км², а также иные зоны и окраины. Население этого «Большого Нанкина» составляло от 535 000 до 635 000 мирных жителей и солдат непосредственно перед началом японской оккупации. Некоторые историки включают сюда и шесть округов вокруг города, известных как Специальный муниципалитет Нанкина (англ. Nanking Special Municipality).
Промежуток времени, в который уложились события, обычно также обуславливают их географией: чем раньше японские войска вступали на ту или иную территорию, тем он для неё оказывается продолжительнее. Битва за Нанкин закончилась 13 декабря, когда дивизии японской армии оказались внутри городских стен. Токийский военный трибунал исходил из продолжительности резни в шесть недель. Более консервативные оценки говорят о начале избиения 14 декабря, когда японцы вторглись в Зону безопасности. Однако некоторые историки отсчитывают начало убийств с середины ноября-начала декабря, когда японцы проникли внутрь провинции Цзянсу, а их окончание к концу марта 1938 года.

### Различные оценки
Японские историки, в зависимости от принимаемого ими в каждом случае промежутка времени и географических ограничений, дают широкий разброс оценок количества погибших гражданских от нескольких тысяч до 200 000 человек. Оценка снизу, исходящая от одного из них, составляет 40 000.
Источники на китайском языке склоняются к тому, что жертв было более 200 000. Например, послевоенное расследование Нанкинского городского суда выдало результат в 295 525 человек, 76 % из которых были мужчинами, 22 % женщинами и 2 % детьми.
Состоящая из 42 частей тайваньская документальная работа, увидевшая свет в 1995—1997 годах под названием «Дюйм крови за дюйм земли» (An Inch of Blood For An Inch of Land) (一寸河山一寸血), содержит вывод о 340 000 китайцах, погибших в Нанкине в результате японского вторжения: 150 000 от бомбардировок и артиллерийских обстрелов за пять дней самой битвы и 190 000 во время массовых убийств. Эти исследования базируются на материалах Токийского процесса.

## Трибуналы по военным преступлениям
Вскоре после капитуляции Японии высшие офицеры японской армии в Нанкине были отданы под суд. Генерал Мацуи предстал перед Международным военным трибуналом для Дальнего Востока по обвинению в «намеренном и безрассудном» игнорировании своей обязанности «предпринять адекватные шаги для надлежащего соблюдения и предотвращения нарушений» Гаагских конвенций. Хисао Тани, генерал-лейтенант 6-й дивизии японской армии в Нанкине, стал подсудимым Нанкинского трибунала по военным преступлениям.
Других японских военных, ответственных за Нанкинскую резню, не судили. Принц Котохито, начальник штаба Императорской армии Японии во время резни, умер до завершения войны в мае 1945 года. Принц Асака получил иммунитет как член императорской семьи. Исаму Тё, его помощник, которого многие историки считают ответственным за меморандум, призывавший «убивать захваченных», совершил самоубийство во время обороны Окинавы.

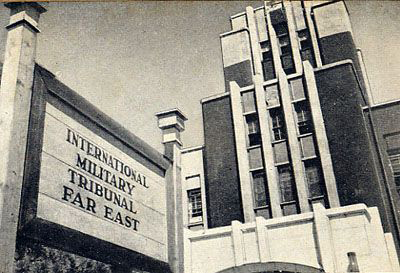
Международный военный трибунал для Дальнего Востока, который проходил в бывшей штаб-квартире японской армии в районе Итигая, Токио
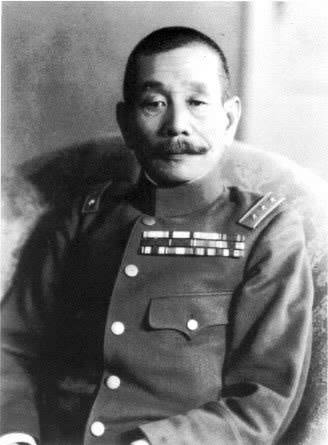
Генерал Иванэ Мацуи
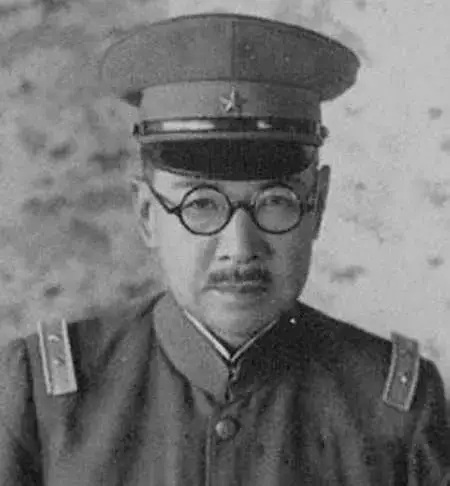
Генерал Хисао Тани

### Предоставление иммунитетапринцу Асака
1 мая 1946 года представители Верховного командования Союзников допросили принца Асака, бывшего командующего войсками в городе на гребне насилия, о его причастности к Нанкинской резне. Отчёт об этом был представлен Международной Секции Обвинителей Токийского трибунала. Асака отрицал совершение массовых убийств и заявлял, что никогда не получал жалоб на действия своих войск. Независимо от его реальной виновности, принц так никогда и не предстал перед Международным военным трибуналом для Дальнего Востока, — как минимум, частично, из-за пакта, заключённого между генералом Макартуром и Хирохито, согласно которому самому императору и членам его семьи был предоставлен иммунитет от преследования.

### Доказательства и показания

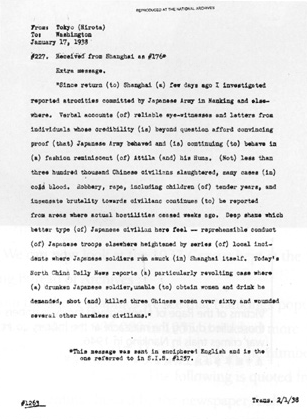
Телеграмма Харольд Джон Тимперли от 17 января 1938 года, описывающая зверства

Нанкинская фаза процесса началась в июле 1946. Доктор Роберт Уилсон, хирург и член Международного комитета Нанкинской зоны безопасности, выступал первым свидетелем обвинения.
Выступали и другие члены Комитета, включая преподавателя Бэйтса и миссионера Джона Маги. Джордж Ашмор Фитч, Льюис Смайт и Джеймс Маккаллум (англ. James McCallum) записали свои показания, приложив к ним дневники и письма.
Другим доказательством обвинения стала телеграмма, отправленная Гарольдом Тимперли, перехваченная и расшифрованная американцами 17 января 1938 года.
Одна из книг автора по имени Hsü, «Документы Нанкинской зоны безопасности», также была представлена вниманию суда.
Согласно личному дневнику Мацуи, через день после того, как он 17 декабря 1937 года совершил церемониальный торжественный въезд в Нанкин, он проинструктировал командиров усилить воинскую дисциплину и постараться искоренить среди солдат презрительное отношение к китайцам.
7 февраля 1938 года Мацуи произнёс речь на поминальной службе по японским офицерам и солдатам Шанхайских экспедиционных сил, павшим в сражениях. Domei News Agency сообщило, что он в присутствии офицеров высокого ранга отстаивал необходимость «положить конец разным проступкам, наносящим ущерб дисциплине японской армии».
Запись в дневнике Мацуи за этот день гласит: «Сегодня я мог только чувствовать грусть и ответственность, которые переполняют моё сердце. Причина этого в неправильном поведении армии после падения Нанкина и несостоятельности автономного правительства и других политических планов».

### Защита Мацуи
Защита Мацуи варьировалась от отрицания массовых актов насилия до избегания собственной ответственности за то, что всё же произошло. В конце концов он сделал множество взаимоисключающих утверждений.
Во время допросов в тюрьме Сугамо на досудебном этапе Мацуи показал, что узнал о множестве преступлений своих подчинённых от приехавших в Нанкин японских дипломатов 17 декабря 1937 года.
В суде он отрицал, что был официально ознакомлен с деятельностью консулов, таких, как Фукуи Киёси и атташе Фукуда Токуясу, которые имели дело с протестами, подаваемыми Международным комитетом Нанкина.
На досудебном этапе Мацуи говорил, что один офицер и три солдата были судимы за свои преступления полевым судом, причём офицер приговорён к смертной казни.
В своих письменных показаниях Мацуи указал, что приказал своим офицерам расследовать массовые убийства и предпринять необходимые действия. Однако на суде он заявил, что поведение солдат находилось вне его юрисдикции, так как он не занимал должности, к компетенции которой относились бы дисциплина и мораль в войсках.
Мацуи утверждал, что никогда не приказывал казнить китайских военнопленных. Он также сообщил суду, что приказывал своим командирам дивизий наказывать солдат за дисциплинарные нарушения и не знал, что эти директивы не были ими выполнены. На суде, пытаясь защитить принца Асака, Мацуи винил во всём командиров дивизий.

### Вердикт
В конце концов Трибунал осудил за Нанкинскую резню только двоих подсудимых.
Мацуи был осуждён по п. 55, в котором обвинялся, что, будучи одним из высших офицеров «намеренно и безрассудно пренебрёг своей правовой обязанностью [в отношении подчинённых ему офицеров] предпринять адекватные шаги для соблюдения [законов и обычаев войны] и предотвратить их нарушение, в результате чего они были нарушены».
Коки Хирота, который был министром иностранных дел, когда Япония захватила Нанкин, был осуждён за участие в «формулировании или исполнении общего плана или заговора» (п. 1), ведении «агрессивной войны и войны, нарушающей международные законы, договоры, соглашения и гарантии против Китайской республики» (п. 27) и по пункту 55.
Мацуи был осуждён решением большинства судей Трибунала за «оргию преступлений» в Нанкине, потому что «Он не сделал ничего, или ничего эффективного, чтобы остановить эти ужасы».

Организованное и массовое убийство мужчин-некомбатантов было совершено с очевидной санкции командиров под предлогом того, что китайские солдаты сняли форму и смешались с населением. Группы гражданских были собраны вместе, выведены за стены города и убиты пулемётным огнём и штыками. — из решения Международного военного трибунала

Радхабинод Пал, член трибунала от Индии, не согласился с обвинением, доказывая, что командующий должен полагаться на своих офицеров в деле утверждения среди солдат должной дисциплины. «Имя Правосудия», написал Пал в своём возражении, «не должно быть позволено использовать только для… мести».

### Наказание
12 ноября 1948 года Мацуи и Хирота вместе с пятью другими военными преступниками «класса А» были приговорены к смертной казни через повешение. Восемнадцать других подсудимых получили менее строгие наказания. Смертный приговор в отношении Хироты, принятый шестью голосами против пяти, шокировал общество и вызвал реакцию в виде петиции, подписанной 300 000 человек, которая, однако, не имела никакого эффекта.
Генерал Хисао Тани был приговорён к смерти Нанкинским трибуналом по военным преступлениям.

## Память
В 1985 году в память о жертвах резни и для увеличения информированности о ней муниципалитетом Нанкина был построен Мемориальный холл в память о Нанкинской резне. Он находится около места, где были захоронены тысячи тел, известного как «яма десяти тысяч трупов» (wàn rén kēng).
В 1995, Дэниел Кван (англ. Daniel Kwan) провёл в Лос-Анджелесе фотовыставку под названием «Забытый Холокост».
В 2005 году бывший дом Йона Рабе в Нанкине был отремонтирован и стал «Мемориальным залом Йона Рабе и Нанкинской зоны безопасности». Он был открыт в 2006 году.
13 декабря 2014 года Китай провёл свой первый День памяти о Нанкинской резне.
9 октября 2015 года документы, касающиеся резни, были включены ЮНЕСКО в список объектов наследия Память мира.

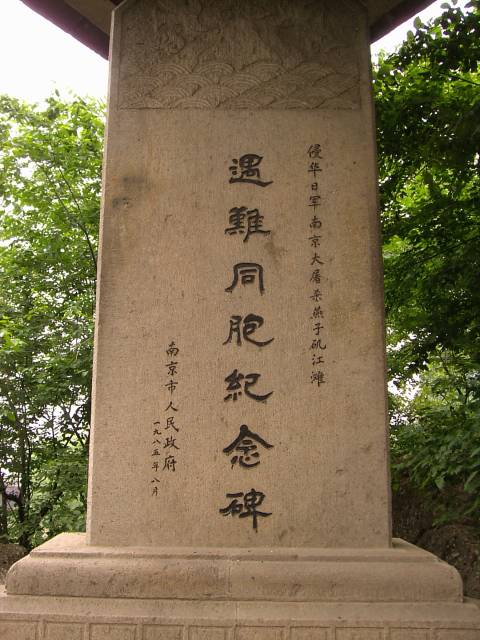
Yanziji Nanjing Massacre Memorial в 2004.
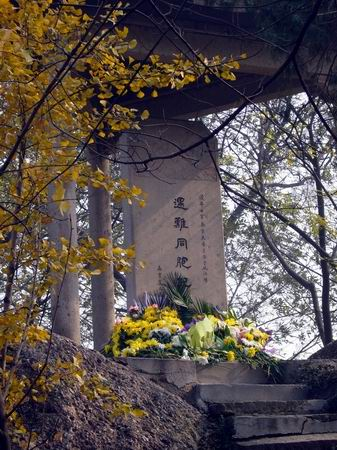
Мемориальный камень в Yanziji в Нанкине в память о жертвах Нанкинской резни.
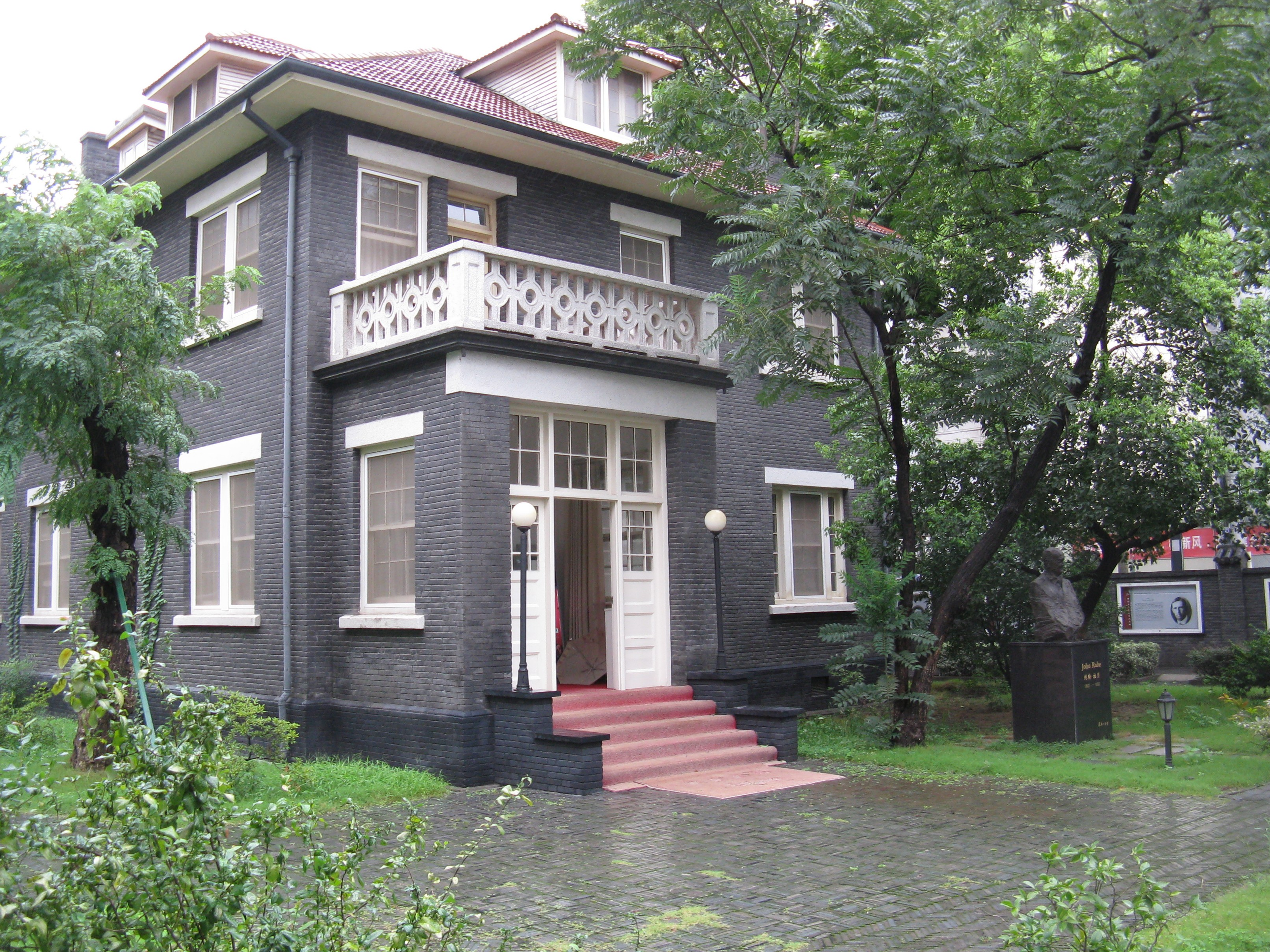
Бывший дом Йона Рабе в Нанкине, сейчас мемориал, в июле 2008.

## Полемика
И Китай, и Япония признают историчность военных преступлений. Однако споры из-за того, как именно их изображают и описывают разные историки и политики, всё ещё вызывают напряжение в двусторонних отношениях этих стран, а также создают проблемы между Японией и другими странами региона, например, Южной Кореей.

### Холодная война
До 1970-х годов Китай нечасто напоминал миру о Нанкинской резне. В своей книге «Изнасилование Нанкина» Айрис Чан объясняет это тем, что в условиях Холодной войны торговые отношения с Японией были для Мао важнее. Тем не менее, периодически стороны использовали резню для того, чтобы демонизировать друг друга.

### Дебаты в Японии
Мнение японцев о Нанкинской резне менялось с годами от полного отрицания и сокрытия в годы войны через признания и документы, исходящие от японских участников событий, начавшие появляться в 1950-е и 1960-е годы, к минимизации и преуменьшению масштабов резни в 1970—1980. Затем пришло время переписывания и искажения истории, а некоторые официальные лица в 90-е годы XX века и вовсе отрицали историчность насилия в Нанкине.
Большая часть дебатов пришлась на 1970-е годы. В это время японцы обрушивались на китайские заявления по поводу Нанкина с критикой, объясняя, что Пекин слишком полагается на личные свидетельства и описания. Высказывались сомнения в корректности записей о захоронениях и фотографий, представленных на Токийском процессе, которые объявлялись сфабрикованными правительством Китая, искусственно изготовленными или неверно относимыми к событиям в Нанкине.
В 1970-е годы Кацуити Хонда написал для газеты Asahi Shimbun серию статей о военных преступлениях, совершённых японскими солдатами во время Второй мировой войны (в том числе о Нанкинской резне). Эти публикации вызвали критику со стороны крайне правых авторов. В ответ на них Ситихэй Ямамото и Акира Судзуки написали две противоречивые и до сих пор часто цитируемые работы, которые вдохновили движение отрицателей Нанкинской резни.
В 1984 году, пытаясь опровергнуть обвинения в военных преступлениях в Нанкине, Ассоциация ветеранов японской армии (Kaikosha) интервьюировала японских солдат, проходивших службу в городе в 1937—1938. Но вместо опровержения обвинений, ветераны подтвердили, что массовые убийства имели место и открыто описали их, признавшись в своём участии. Результаты опросов были опубликованы в журнале ассоциации, Kaiko, в 1985 году вместе с извинениями: «Несмотря на тяготы войны и особенности военной психологии, мы просто не находим слов, когда слышим об этих преступных массовых убийствах. Все мы, имеющие отношение к довоенной армии, приносим извинения народу Китая. Это был действительно достойный сожаления акт варварства».

### Извинения и соболезнования премьер-министра и императора Японии
15 августа 1995, в день пятидесятой годовщины капитуляции Японии, премьер-министр страны Томиити Мураяма впервые формально и ясно извинился за действия Японии во время войны. Он извинился за японскую агрессию и страдания, которые она причинила народам Азии. Он предложил всем выжившим, а также родственникам и друзьям жертв принять свои сердечные соболезнования. В тот день премьер-министр и император Акихито произнесли траурные речи на токийской арене «Ниппон Будокан». Император выразил свои соболезнования и надежду, что подобные жестокости никогда не повторятся снова. Айрис Чан, автор книги «Изнасилование Нанкина», критиковала Мураяму за непредоставление письменных извинений, которых от него ждали. Она сказала, что китайцы «не верят, что… однозначные и искренние извинения будут когда-либо принесены Китаю Японией» и что письменные извинения от Японии стали бы лучшим сигналом для международного сообщества.

### Отрицание резни японскими официальными лицами
В мае 1994 года министр юстиции Японии Сигэто Нагано назвал Нанкинскую резню «фальсификацией».
19 июня 2007 года группа из примерно 100 депутатов от Либерально-демократической партии Японии объявили Нанкинскую резню фальсификацией, заявив об отсутствии доказательств причастности японских солдат. Они обвинили Пекин в использовании её для «политической рекламы»
.
20 февраля 2012 года Такаси Кавамура, мэр Нагои, сказал прибывшей из Нанкина делегации, что резни «возможно, никогда не было». Через два дня он настаивал на своей ремарке, говоря «…я говорил, что не было массового убийства нескольких сотен тысяч человек» 1 апреля 2013, когда вопрос снова всплыл на предвыборных дебатах, Кавамура заявил, что его позиция не претерпела изменений.
24 февраля 2012 года губернатор Токио Синтаро Исихара заявил, что он также не верит, что Нанкинская резня имела место. Он сказал, что, по его мнению, убить так много людей за такой небольшой промежуток времени невозможно. По его мнению, в реальности погибло 10 000 человек.
3 февраля 2014 года Наоки Хякута, член совета управляющих японской телекоммуникационной компании NHK, был процитирован как говоривший, что резни не было Он говорил, что отдельные инциденты имели место, но массовое убийство — нет, и критиковал цифру 200 000, названную Токийским трибуналом.

## Наследие

### Влияние на международные отношения
Память о Нанкинской резне оставалась камнем преткновения японо-китайских отношениях с начала 1970-х годов. Двустороннее сотрудничество в области образования и культуры, международная торговля значительно выросли с тех пор, как эти страны нормализовали свои контакты после войны, Япония стала главным торговым партнёром КНР. Объём торговли между двумя странами превосходит $200 миллиардов долларов США ежегодно. Однако несмотря на это, многие китайцы до сих пор испытывают чувства недоверия и неприязни к японцам, которые проистекают из военных преступлений, совершённых в годы Второй мировой войны, в том числе Нанкинской резни. Это чувство недоверия подпитывается мнением, что японцы не желают признавать произошедшие зверства и извиняться за них.
Такаси Ёсида (Takashi Yoshida) описывает, как изменения политического ландшафта и представлений о «национальных интересах» в Китае, Японии и странах Запада изменили коллективную память о Нанкинской резне.
Многие премьер-министры Японии посещали храм Ясукуни, святилище в честь воинов-защитников Японии, в том числе в годы Второй мировой войны и, среди прочих, участников Нанкинской резни. В музее при храме стенды информируют посетителей о том, что резни не было, но переодетые в гражданскую одежду китайские солдаты встречались с «суровым отношением». В 2006 году бывший премьер-министр Японии Дзюнъитиро Коидзуми совершил паломничество в этот храм, несмотря на предупреждения и просьбы не делать этого, поступившие от Китая и Южной Кореи. Его решение всё равно совершить этот визит было встречено международным сообществом без энтузиазма. Коидзуми, однако, отрицал, что собирался своим поступком прославить войну или японский милитаризм. Однако министерство иностранных дел Китая обвинило его в «подрыве политической основы японо-китайских отношений». А представитель Южной Кореи заявил, что Корея вызовет посла Токио для вручения ноты протеста.

### Нанкинская резня и национальная идентичность
Такаси Ёсида утверждает, что «Нанкин высветил попытки всех трёх наций [Китая, Японии и США] сохранить и заново сформировать основы для этнической гордости и идентичности, предполагая различные виды значимости в зависимости от изменяющегося набора внутренних и внешних врагов государства».

#### В Японии
В Японии Нанкинская резня задевает важные для национальной идентичности чувства — «гордость, честь и стыд». Ёсида пишет, что «Нанкин выкристаллизовывает гораздо более крупный конфликт по поводу того, что должно составлять идеальную реакцию нации: Япония как нация признаёт свои прошлые ошибки и сожалеет о них; … или же твёрдо встречает все обвинения и международное давление, уча японскую молодёжь тому, что ей предшествовало поколение жертвенных героев, сражавшихся в справедливой войне за Азию без западного влияния». Признание Нанкинской резни может быть сочтено некоторыми кругами в японском обществе или «травлей Японии» (если речь идёт об иностранцах), или «самобичеванием» (если о японцах).
Большинство японцев знает, что армия страны совершала жестокости во время Нанкинской резни. Некоторые официальные лица и писатели открыто отрицали инцидент, объявляя его пропагандистской выдумкой, которая была нужна для развития антияпонского движения. Во многом, отношение к резне стало линией разделения японских левых и правых. Первые считали «жестокости» присущими императорской армии и заслуживающими особого внимания. Вторые же объявляли «открытие» Японии Перри и атомные бомбардировки гораздо более важными событиями.
Правительство Японии считает, что невозможно отрицать, что убийства большого числа мирных жителей, грабежи и другие акты насилия совершались японской армией. Однако общее число жертв назвать, по его мнению, трудно. На встрече Японо-китайского объединённого клуба исторических исследований (Japan-China Joint History Research Committee) в 2010 году японская сторона говорила о максимальном количестве погибших гражданских около 200 000 с оценками в 40 000 и в 20 000. Китайская же сторона говорила о, как минимум, 300 000 жертв резни.
Согласно краткому упоминанию Нанкина в музее Ясукуни в Токио, японский генерал выдал своим людям карты, на которых были отмечены иностранные поселения и «безопасная зона» для гражданских и приказал соблюдать строгую военную дисциплину. Посетитель должен заключить, что они так и поступили. Музей только отмечает, что «Китайские солдаты, пойманные в гражданской одежде, встречали суровое отношение».
Этот националистический взгляд на вещи, однако, не отражает широко распространённого понимания того, что произошло в Нанкине, как это проиллюстрировано положением дел с описанием Нанкинской резни в японских учебниках. В основных версиях они похожи на продукты работы совместного с китайцами исторического комитета, но в различных их версиях авторы по-разному трактуют массовые убийства, хотя обычно признают поджоги и другие преступления, однако не артикулируют сексуальную природу многих из них и акцентируют внимание на том, что виновные были наказаны послевоенными трибуналами.
«В период оккупации Нанкина японской армией, она убила большое число китайцев и совершала мародёрство, грабежи, поджоги и нападения. Количество жертв Нанкинской резни… Токийский трибунал по военным преступлением затем определил в 200 000 и строго покарал причастных японцев» написано в одном из японских учебников.

#### В Китае
Нанкинская резня стала краеугольным камнем в создании современной китайской национальной идентичности. Современные китайцы (включая граждан КНР, Тайваня и китайцев диаспоры) обращаются к Нанкинской резне, чтобы объяснить некоторые позиции или идеи, которых они придерживаются. Этот объединяющий нацию элемент един для образованных крестьян и крупных государственных функционеров.

## В культуре и искусстве

### Электронный архив
- The Nanking Massacre Project: A Digital Archive of Documents & Photographs from American Missionaries Who Witnessed the Rape of Nanking. The Special Collections of the Yale Divinity School Library.

### В кинематографе
- Nanking (1938), военный пропагандистский фильм, снятый по заказу японского правительства. Вновь открытый в 1995 году, он призван показать мирную жизнь в оккупированном Нанкине, но киноэксперт профессор Jinshi Fujii сомневается в том, что он снят в Нанкине и в содержании фильма в целом[135].
- Битва за Китай (1944) документальный фильм американского кинорежиссёра Фрэнка Капры[136]. Некоторые кадры, возможно, взяты из китайского документального фильма, который принц Микаса демонстрировал Хирохито, но который затем был утрачен[137].
- Чёрное солнце: Бойня в Нанкине (1995), картина китайского режиссёра Моу Дунь-фу[англ.].
- Не плачь, Нанкин, он же Nanjing 1937 (1995), снят У Цзыню и повествует о смешанной японо-китайской семье во время резни.
- Horror in the East (2000)[138], документальный фильм, снятый для BBC. Среди прочего включает съёмки Джона Маги.
- Tokyo Trial (2006). Фильм про Международный военный трибунал для Дальнего Востока.
- Дети Хуанши (2008). Фильм, вдохновлённый историей британского журналиста и искателя приключений Джорджа Хогга.
- Нанкин (2007), включает архивные кадры, интервью с выжившими и письма эпохи.
- The Truth about Nanjing (2007),[139] документальный фильм японского националиста Сатору Мидзусимы, в котором проводится идея, что Нанкинской резни на самом деле не было.
- Город жизни и смерти (2009), режиссёр Лу Чуань.
- Йон Рабе (2009), режиссёр Флориан Галленбергер, документальный фильм немецко-китайского производства[140][141]
- Torn Memories of Nanjing (2009), режиссёр Тамаки Мацуока. Фильм основан на свидетельствах японских солдат, признавшихся в участии в изнасилованиях и убийствах и китайцев, выживших в резне.
- Цветы войны (2011), режиссёр Чжан Имоу, в фильме снимались Кристиан Бейл и Сигэо Кобаяси. Фильм основан на книге The 13 Women of Nanjing Гэлин Янь.

#### Художественная литература
- Meira Chand. A Choice of Evils. — London: The Orion Publishing Company, 1996.
- Mo Hayder. The Devil of Nanking. — First. — Britain: Bantam Press/Transworld Publishers, 2005.
- Ha Jin. Nanjing Requiem. — New York: Pantheon, 2011.
- Qi, Shouhua. When the Purple Mountain Burns: A Novel. — San Francisco: Long River Press, 2005.
- Qi, Shouhua. Purple Mountain: A Story of the Rape of Nanking (англ.). — English Chinese Bilingual. — 2009.
- Qi, Shouhua. Purple Mountain: A Story of the Rape of Nanking (англ.). — Paperback. — 2010.
- See, Lisa. Shanghai Girls: A Novel. — Random House Publishing Group, 2010.
- West, Paul. The Tent of Orange Mist. — 1995.
- Geling Yan. The Flowers of War. — 2013.
- Dave Davies. The Storm Flower: A World War II Thriller. — 2016.

#### Документальная литература
- Айрис Чан. The Rape of Nanking (болг.). — 1997.
- Хонда, Кацуити[англ.]. Nankin Jiken Gyakusatsu no kozo(南京事件―「虐殺」の構造). — ISBN 4-12-100795-6.
- Katsuichi Honda. The Nanjing Massacre. A Japanese Journalist Confronts Japan's National Shame (англ.). — 1998.
- Hu, Hua-ling (Editor) & Zhang, Lian-hong. The Undaunted Women of Nanking: The Wartime Diaries of Minnie Vautrin and Tsen Shui-fang (англ.). — 2010. — ISBN 0-8093-2963-8.
- Takemoto, Tadao &  Ohara, Yasuo. The Alleged "Nanking Massacre" – Japan's rebuttal to China's forged claims (англ.). — 2000.
- Wickert, Erwin (Editor). The Good German of Nanking – The Diaries of John Rabe (англ.). — 1998. — ISBN 0-349-11141-3.

### Музыка
- Норвежская трэш-метал группа Blood Tsunami посвятила Нанкинской резне песню «The Rape of Nanking»
- Американская трэш-метал группа Exodus написала об инциденте песню «Nanking»; входящую в альбом Exhibit B: The Human Condition (2010).
- Американо-китайский композитор Брайт Шенг написал пьесу Nanking! Nanking! (A Threnody for Orchestra and Pipa) (2000); он сообщил, что пьеса была «в память о жертвах, а не о варварстве»[142].
- Китайская блэк-метал группа Black Kirin выпустила альбом «Nanking Massacre» (2017), посвящённый инциденту.

### Телевидение
- War and Destiny (2007) — картина о жизни в Нанкине до и во время японского вторжения.

## Публикация материалов
В декабре 2007 года правительство КНР опубликовало имена 13 000 человек, убитых японцами во время Нанкинской резни. По данным агентства Синьхуа, это был наиболее полный перечень имён из существовавших на тот момент. Восьмитомный доклад был опубликован к 70-й годовщине начала резни в Нанкине. В нём также содержится список японских частей и соединений, ответственных за убийства и причины смерти погибших. Чжан Сяньвэнь (англ. Zhang Xianwen), главный редактор-составитель доклада, утверждает, что информация для него была взята из «китайских, японских и западных первоисточников, которые объективны, справедливы и выдержат суд истории». Этот доклад является частью 55-томной «Коллекции исторических материалов по теме Нанкинской резни» (англ. Collection of Historical Materials of Nanjing Massacre, собрания, посвящённого этому массовому убийству.